# Denise Curry
Denise Curry, née le 22 août 1959 à Fort Benton, dans le Montana, est une joueuse et entraîneuse américaine de basket-ball. Elle évoluait au poste d'ailière.

## Palmarès
- Championne olympique 1984
- Championne du monde 1979
- Finaliste du championnat du monde 1983
- Vainqueur des Jeux panaméricains de 1983
- Finaliste des Jeux panaméricains de 1979
- Championne de France 1986 et 1987
- Membre du Basketball Hall of Fame depuis 1997
- Membre du Women's Basketball Hall of Fame depuis 1999